# John Mica
John L. Mica (ur. 27 stycznia 1943) – amerykański polityk, członek Partii Republikańskiej. W latach 1993–2017 był przedstawicielem siódmego okręgu wyborczego w stanie Floryda do Izby Reprezentantów Stanów Zjednoczonych.